# دمچه‌ای سومالی
دمچه‌ای سومالی (نام علمی: Sylvietta isabellina) نام یک گونه از سرده دمچه‌ای‌ها است.